# تخطيط الصدى المهبلي

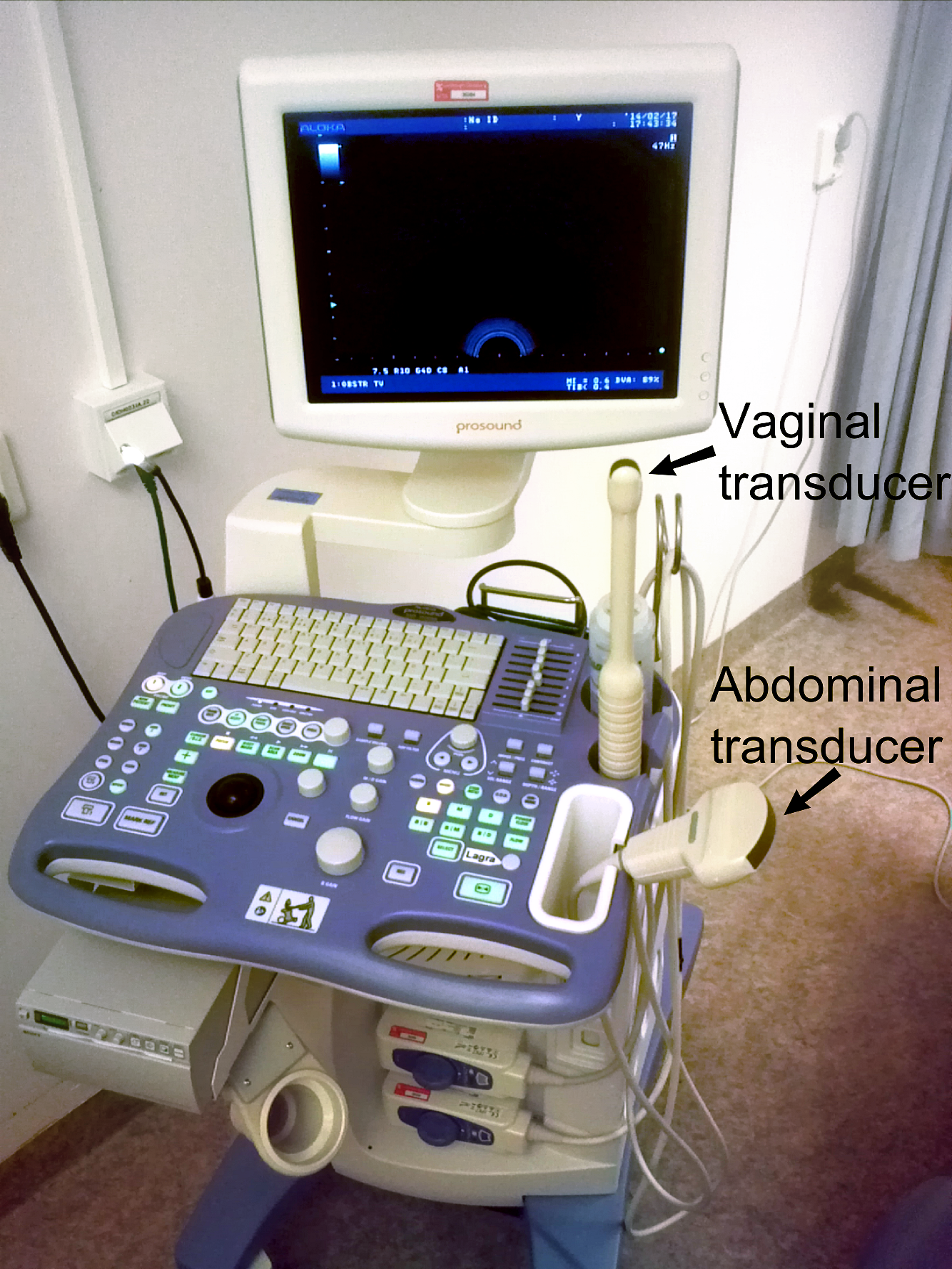
جهاز تخطيط الصدى المهبلي

التصوير المهبليّ السوناريّ هو التصوير الطبي السوناري الذي يستخدم المحول السوناري أو ما يسمى ب «المجس» في المهبل ليقوم بتصوير الأعضاء الواقعة في التجويف الحوضي. غالباً ما يُسمى ' بالتصوير السوناري المهبليّ المتنقل' ؛ وتعود هذه التسميّة إلى الموجات فوق السمعية التي تنتشر من جانب لآخر في الجدار المهبليّ لدراسة الأنسجة بعيداً عنه.

## الاستخدام
معلومات أكثر عنه: التصوير السوناري المتعلق بطب النساء والتصوير السوناري المتعلِّق بالولادة.
التصوير المهبليّ السوناري يُستخدم في كلاً من وسائل التصوير السوناري المتعلق بطب النساء والتصوير السوناري المتعلق بالولادة.
وهو المُفضّل في التصوير السوناري البطني لتشخيص الحمل المُنزاح.